# Nigeria Airways
Nigeria Airways war eine am 1. Oktober 1958 gegründete staatliche Fluggesellschaft der afrikanischen Republik Nigeria, die ihren Betrieb im Jahr 2004 eingestellt hat. Im Juli 2018 wurde Nigeria Air als deren Nachfolger vorgestellt, wobei die Pläne hierfür im September 2018 wieder eingestellt wurden.

## Geschichte

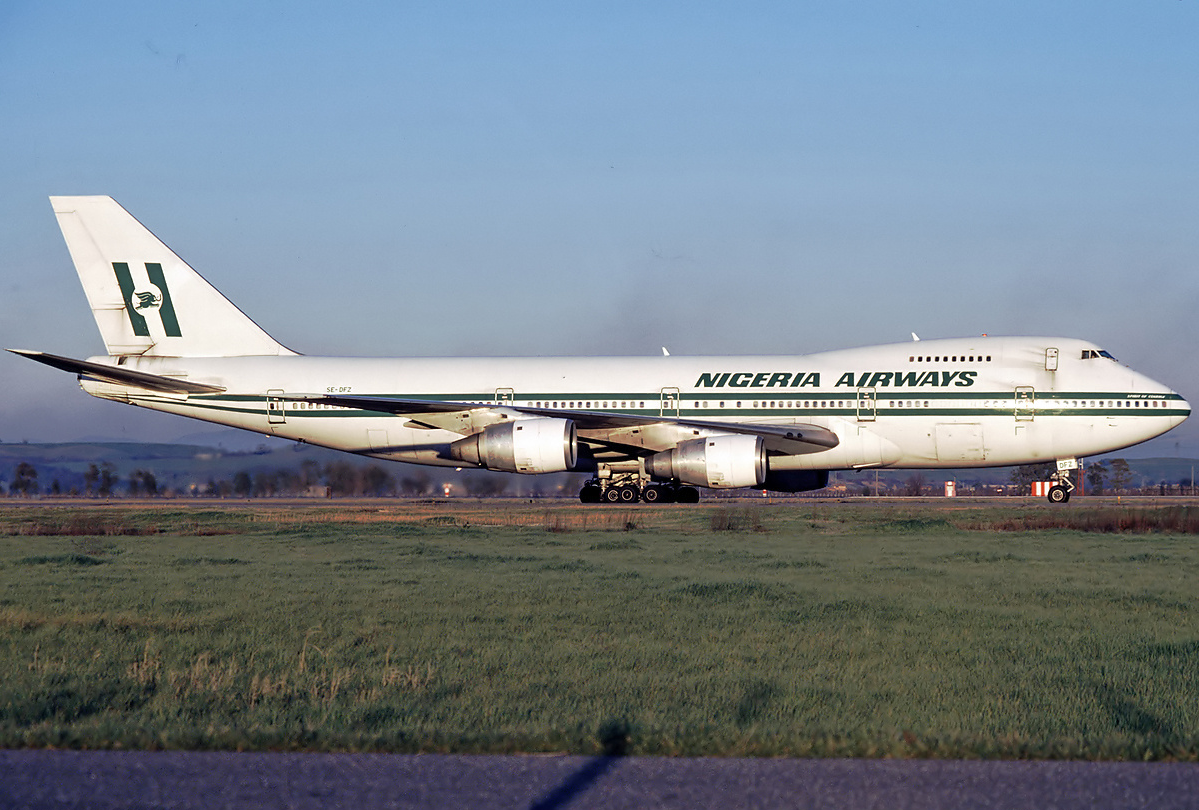
Nigeria Airways: Boeing 747-283B, Rom 1988

Nigeria Airways war eine der ältesten Fluggesellschaften des afrikanischen Kontinents. Ältere Fluggesellschaften sind Egypt Air (1932) und Tunisair (1948). Nigeria Airways (bis 1971 noch WAAC Nigeria genannt) entstand aus der 1946 gegründeten West African Airways Corporation (WAAC), die in den ehemaligen britischen Kolonien in Westafrika ein Streckennetz aufgebaut hatte.
Im Jahr 1961 wurde die Fluggesellschaft verstaatlicht und ab 1963 wurden Fokker F-27-200 in Dienst gestellt. Im September 1969 wurde von der British Overseas Airways Corporation (BOAC) ein Langstreckenflugzeug des Typs Vickers VC10 (Type 1101) übernommen, das am 20. November 1969 beim Landeanflug auf Lagos aufgrund zu geringer Flughöhe mehrere Bäume streifte und abstürzte, wobei alle 87 Insassen ums Leben kamen.
Im Mai 1971 wurde die erste Boeing 707 und ab 1974 für Inlandsflüge die Fokker F28 in Dienst gestellt. Am 14. Oktober 1976 folgte der Einsatz der McDonnell Douglas DC-10-30.
Am 5. Juni 1984 geriet die Fluggesellschaft in die Schlagzeilen durch den Entführungsversuch von Umaru Dikko in London durch den nigerianischen Geheimdienst, an der auch der Group Captain Bernard Bamfa, der vom Militärrat als Leiter der Nigeria Airways eingesetzt wurde, involviert war.
Ab 1988 geriet das Unternehmen erstmals in finanzielle Schwierigkeiten und das Streckennetz musste verkleinert werden. Ein Grund hierfür war auch die Aufhebung des Monopols für den Binnenmarkt und damit die Zulassung weiterer Fluggesellschaften für Inlandsflüge. Im Jahr 1997 untersagte die britische Civil Aviation Authority aus Sicherheitsgründen die Nutzung des britischen Luftraumes. Nigeria verbot daraufhin alle Flüge der British Airways in ihr Hoheitsgebiet.
Im Jahr 1998 wurden noch zwei Airbus A310-200, eine Boeing 707-320C, sechs Boeing 737-200 und eine McDonnell Douglas DC-10-30 eingesetzt. Im Jahr 2000 beriet die Internationale Finanz-Corporation (IFC) der Weltbank den nigerianischen Staat bei der Privatisierung der staatlichen Fluggesellschaft.
Nigeria Airways war 2003 hoffnungslos überschuldet und wurde liquidiert. Im Oktober 2004 räumte die Polizei gewaltsam das Gebäude der aufgelösten Fluggesellschaft, das die Angestellten besetzt hielten, um die Auszahlung ausstehender Löhne und Renten zu erreichen. Die ehemaligen Angestellten forderten später auch von der Nachfolgeorganisation Virgin Nigeria Airways, ausstehende Lohn- und Rentenzahlungen zu begleichen.

## Flugziele
Inländisch angeflogene Flughäfen waren Lagos, Ibadan, Benin City, Port Harcourt, Enugu, Calabar, Kaduna, Kano, Jos, Sokoto, Maiduguri und Yola.
International wurden zahlreiche Städte angeflogen, darunter Frankfurt, Banjul und Cotonou. 

## Flotte

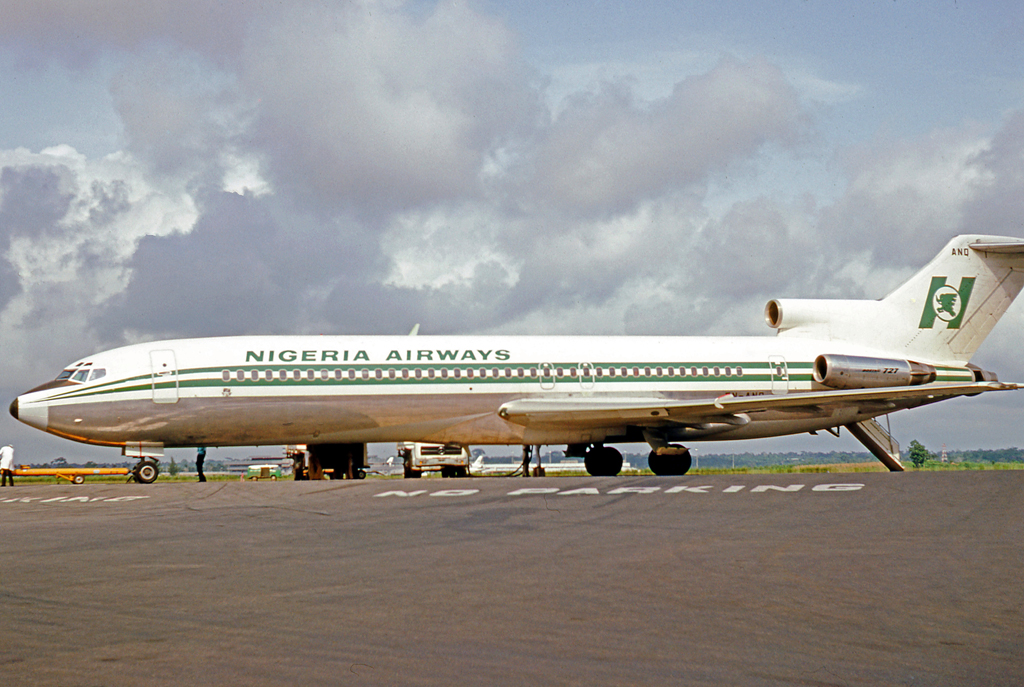
Nigeria Airways Boeing 727-200, Lagos 1980

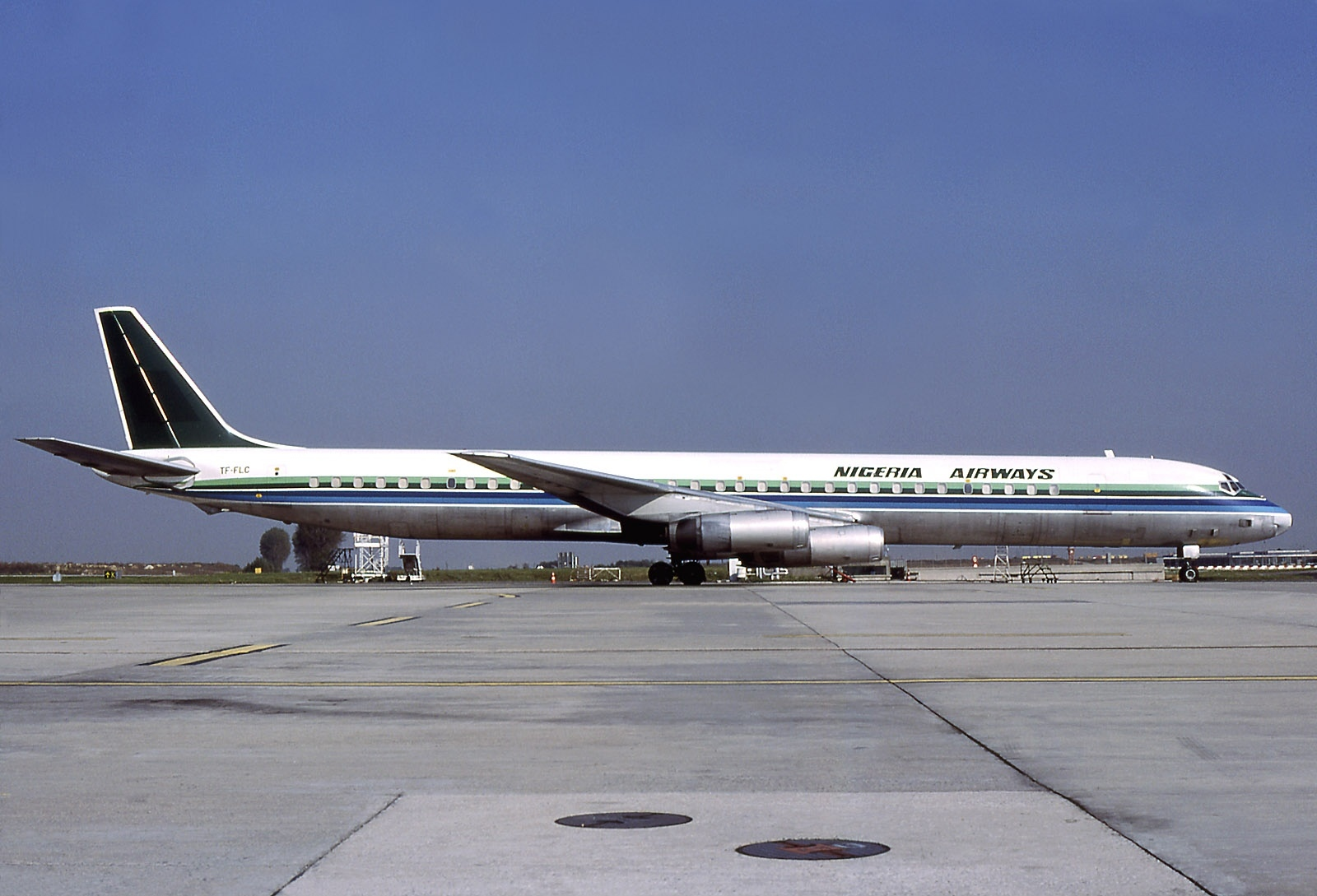
Nigeria Airways Douglas DC-8-63CF, Paris-Charles de Gaulle 1979

Nigeria Airways und ihre Vorgängergesellschaft West African Airways (WAAC) nutzten folgende Flugzeugtypen:
- Airbus A310
- Boeing 707
- Boeing 720
- Boeing 727
- Boeing 737-200
- Boeing 737-400
- Boeing 747
- Boeing 767
- Bristol 170
- De Havilland DH.104 Dove
- De Havilland DH.114 Heron
- Douglas DC-3
- Douglas DC-8
- Fokker F-27
- Fokker F28
- McDonnell Douglas DC-10
- Vickers Viscount
- Vickers VC10

## Zwischenfälle
- Am 20. November 1969 streifte eine Vickers VC10 (Luftfahrzeugkennzeichen 5N-ABD) beim Anflug ca. 13 Kilometer vor dem Flughafen Lagos aufgrund einer zu geringen Flughöhe mehrere Bäume und stürzte ab. Bei diesem CFIT (Controlled flight into terrain) wurden alle 87 Insassen getötet (siehe auch Nigeria-Airways-Flug 825).[5]

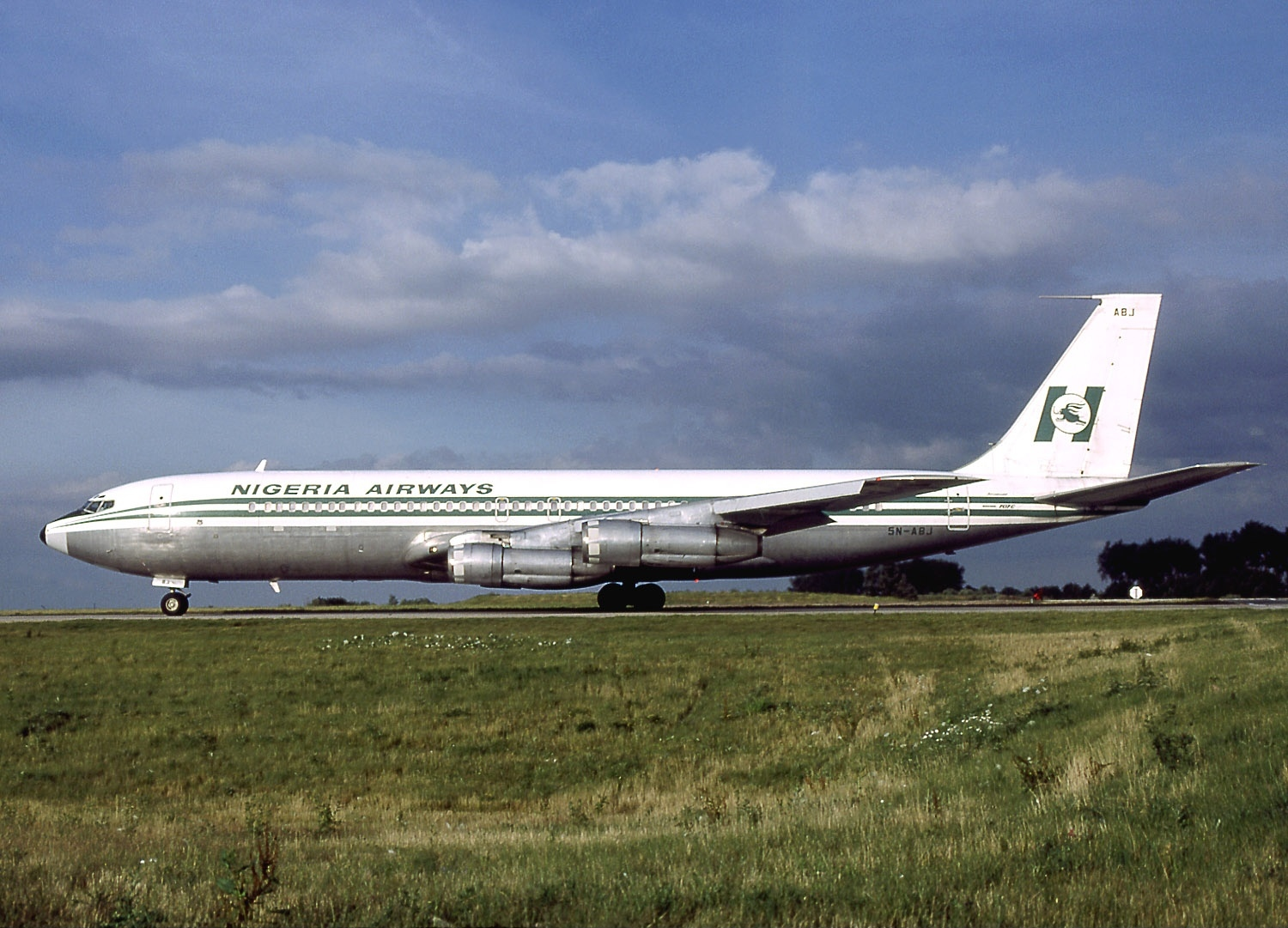
Nigeria Airways Boeing 707, Paris-Charles de Gaulle 1985, baugleich mit den beiden 1973 und 1994 verunglückten

- Am 22. Januar 1973 verunglückte eine Boeing 707-3D3C der jordanischen Alia (JY-ADO), betrieben für Nigeria Airways, auf dem Rückweg von Mekka, Saudi-Arabien. Die Besatzung des nach Lagos geplanten Fluges war aus Wettergründen ausgewichen und machte eine sehr harte Landung auf dem Flughafen Kano, Nigeria. Die Evakuierung wurde sehr spät eingeleitet. Von den 202 Insassen starben 170 Pilger und 6 Besatzungsmitglieder, 26 Personen überlebten (siehe auch Flugunfall bei Kano 1973).[6]

- Am 1. März 1978 kollidierte eine Fokker F28-1000 der Nigeria Airways (5N-ANA) im Landeanflug auf Kano in der Luft mit einem Kampfflugzeug MiG-21U der Nigerianischen Luftwaffe. Alle fünf Crewmitglieder, 11 Passagiere und die zwei Piloten des Kampfjets starben.[7]

- Am 28. November 1983 wurde eine Fokker F28-2000 der Nigeria Airways (5N-ANF) auf einem Inlandsflug von Lagos nach Enugu drei Kilometer vor der Landebahn bei Nebel ins Gelände geflogen und fing Feuer. Das Gelände vor dem Flughafen war flach, die Piloten hatten es zunächst in 90 Metern Höhe überflogen, die Maschine dann jedoch in Landekonfiguration weiter absinken lassen. Beim Bodenkontakt wurden die Fahrwerke abgerissen, die Maschine schlitterte mit dem Rumpf über das Gelände und die Tragflächen brachen ab, woraufhin ein Feuer ausbrach. Zwei der sechs Crewmitglieder und 51 der 66 Passagiere kamen bei dem Unfall ums Leben.[8]

- Am 10. Januar 1987 überrollte eine McDonnell Douglas DC-10 (5N-ANR) bei einem Trainingsflug das Landebahnende in Ilorin und brannte aus.[9]

- Am 11. Juli 1991 stürzte eine Douglas DC-8, welche von der Nationair Canada geleast worden war, in Dschidda ab. Alle 261 Personen an Bord kamen ums Leben. Es handelt sich um den verlustreichsten Unfall beider Fluggesellschaften sowie der Nigerianischen Luftfahrt, den opferreichsten Zwischenfall mit diesem Flugzeugtyp sowie den zweitschwersten Unfall in Saudi-Arabien. Unfallursache war ein durch schlechte Wartung geplatzter Reifen des Hauptfahrwerks, der einen Brand an Bord ausgelöst hatte. Trotz einer Umkehr zum Startflughafen konnte die Maschine nicht mehr sicher landen und stürzte beim Versuch, das Hauptfahrwerk auszufahren, kurz vor der Landebahn ab (siehe auch Nigeria-Airways-Flug 2120).

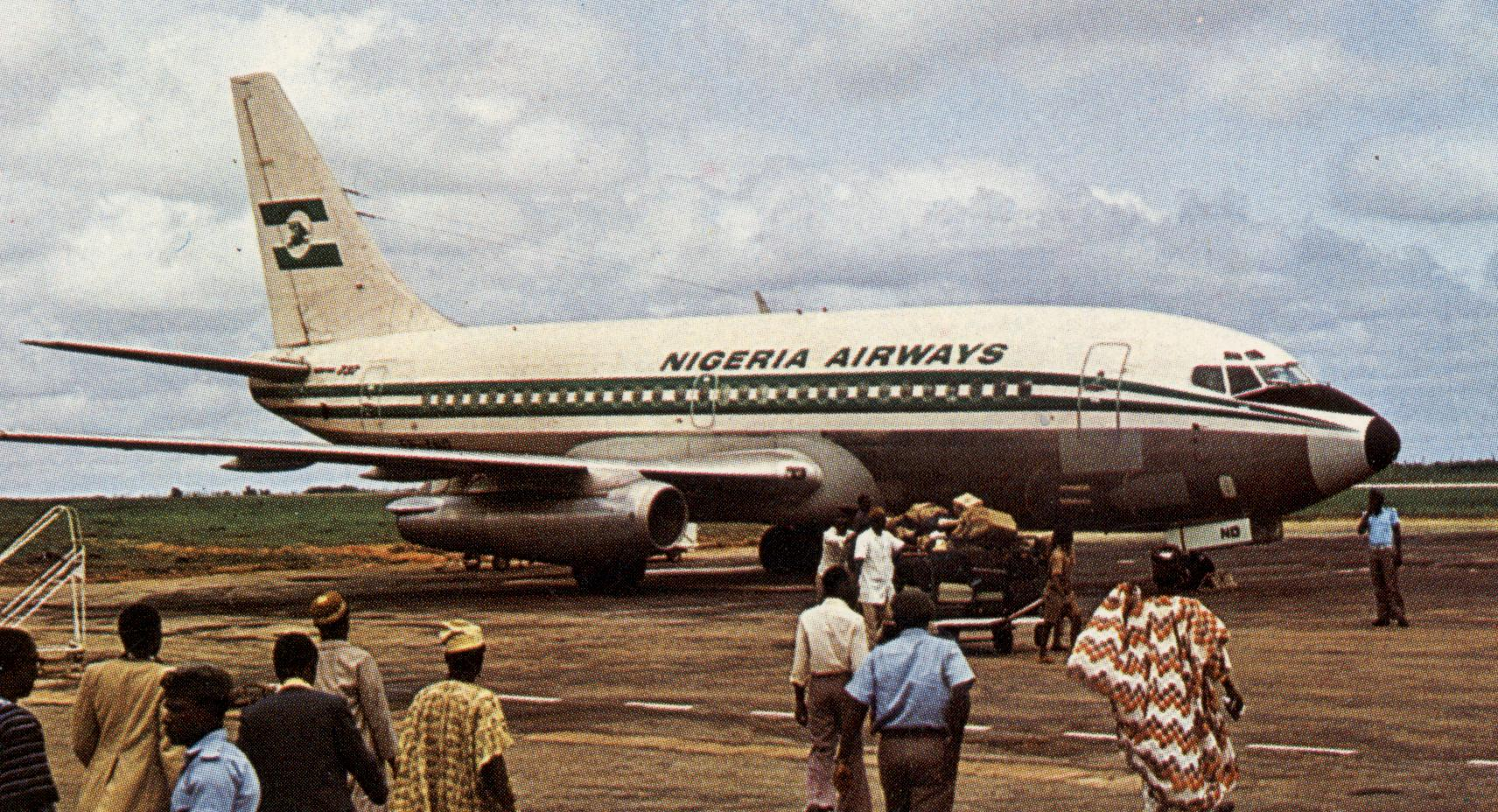
Nigeria Airways Boeing 737-200, Calabar 1981, baugleich mit der 1995 verunglückten

- Am 19. Dezember 1994 stürzte eine Boeing 707-3F9C (5N-ABK) auf einem Frachtflug der Nigeria Airways von Dschidda nach Kano in ein Sumpfgebiet bei Kiri Kasana. Während des Fluges war es im Bereich einer Frachtpalette zu starker Rauch- und Geruchsentwicklung gekommen. Nach einer Feuerwarnung und dem Eindringen von Rauch in das Cockpit stürzte das Flugzeug 40 Minuten vor der geplanten Landung ab. Drei der fünf Personen an Bord kamen ums Leben. Es konnte ermittelt werden, dass das Flugzeug ein leichtentzündliches Gefahrgut geladen hatte (siehe auch Nigeria-Airways-Flug 9805).[10]

- Am 13. November 1995 kam eine Boeing 737-200 (5N-AUA) nach einem extrem instabilen Anflug in Kaduna, Nigeria erst sehr spät auf der Landebahn auf. Beim Überschießen der Landebahn brach die Maschine auseinander und geriet in Brand. Von 138 Menschen an Bord starben 11 (siehe auch Nigeria-Airways-Flug 357).[11]